# Eleccions legislatives portugueses de 2015
Les eleccions legislatives portugueses de 2015 van ser celebrades el diumenge 4 d'octubre de 2015 per renovar els 230 diputats de l'Assemblea de la República, el parlament unicameral de Portugal.
En aquesta elecció, el PSD i el CDS-PP, els dos partits polítics de la dreta parlamentària, van concórrer les eleccions a la coalició anomenada Portugal al Davant (en portuguès: Portugal à Frente, abreujat PàF) i van quedar en primera posició. No obstant, els partits de l'esquerra parlamentària sumaven majoria absoluta. Quatre setmanes després de les eleccions, PàF va formar govern per encàrrec del president de la República, però al cap de pocs dies, després de l'aprovació d'una moció de censura recolzada per les esquerres, el president va manar formar govern al Partit Socialista.

## Sistema electoral
L'Assemblea de la República és el parlament monocameral de Portugal i està format per 230 diputats escollits per sufragi universal entre els adults amb nacionalitat portuguesa majors de 18 anys, per a un període de 4 anys. Segons la constitució portuguesa, les eleccions són convocades pel president de la República i es duen a terme entre el 14 de setembre i el 14 d'octubre de l'any en que finalitza la legislatura. La data ha de ser anunciada amb l'antelació de 60 dies. En cas que es dissolgui el parlament i es convoquin eleccions anticipades, el marge ha de ser de 55 dies.
Cadascun dels divuit districtes en que se subdivideix el país i les dues regions autònomes de Madeira i les Açores formen una circumscripció electoral. Els portuguesos residint a l'estranger s'agrupen en dues circumscripcions: Europa i la resta del món, que escullen dos membres cadascun. La resta de circumscripcions escullen un nombre de diputats proporcional al seu cens electoral. Els partits o coalicions es presenten en llistes tancades. Els electors escullen la llista que desitgen votar marcant una creu a un model de papereta única a cada circumscripció. La repartició d'escons és proporcional i es realitza amb el sistema d'Hondt a nivell de circumscripció, sense barrera legal i amb els vots en blanc comptant com a vots nuls.
Per la formació de govern no és necessària una majoria absoluta de l'Assemblea, però sí que ho és si es presenta una moció de censura o en l'aprovació dels pressupostos.

## Candidatures
Llista de candidatures a les eleccions de 2015 amb representació a l'Assemblea de la República durant la legislatura 2011–2015:
| Partit | Partit | Partit | Candidat            | Ideologia                                                | Posició                     | Eleccions de 2011 | Eleccions de 2011 |
| ------ | --- | --- | ------------------- | -------------------------------------------------------- | --------------------------- | ----------------- | ----------------- |
|        | Portugal al Davant (PàF) - Partit Socialdemòcrata (PSD) - CDS – Partit Popular (CDS-PP)                      | Portugal al Davant (PàF) - Partit Socialdemòcrata (PSD) - CDS – Partit Popular (CDS-PP)                      | Pedro Passos Coelho | Liberalisme clàssic Conservadorisme Democràcia cristiana | Centre-dreta a dreta        | 50,4%             | 132 / 230         |
|        | Partit Socialista (PS)                                                                                       | Partit Socialista (PS)                                                                                       | António Costa       | Socialdemocràcia Progressisme                            | Centre-esquerra             | 28,1%             | 74 / 230          |
|        | Coalició Democràtica Unitària (CDU) - Partit Comunista Portuguès (PCP) - Partit Ecologista "Els Verds" (PEV) | Coalició Democràtica Unitària (CDU) - Partit Comunista Portuguès (PCP) - Partit Ecologista "Els Verds" (PEV) | Jerónimo de Sousa   | Comunisme Eco-socialisme                                 | Esquerra a extrema esquerra | 7,9%              | 16 / 230          |
|        | Bloc d'Esquerra (BE)                                                                                         | Bloc d'Esquerra (BE)                                                                                         | Catarina Martins    | Socialisme democràtic                                    | Esquerra                    | 5,2%              | 8 / 230           |

Cal tenir en compte que el Partit Socialdemòcrata (PSD) no es va presentar en coalicció en les illes portugueses Açores i Madeira anant pel seu aire.

## Resultats
|                                         |                                                                    |           |      |       |        |     |
| Partit                                  | Partit                                                             | Vots      | %    | +/–   | Escons | +/- |
|                                         | Portugal al Davant                                                 | 1.993.504 | 38,3 | –10,9 | 102    | –22 |
|                                         | Partit Socialista                                                  | 1.747.730 | 33,6 | +4,3  | 86     | +12 |
|                                         | Bloc d'Esquerra                                                    | 550.945   | 10,6 | +5,0  | 19     | +11 |
|                                         | Coalició Democràtica Unitària                                      | 445.901   | 8,6  | +0,4  | 17     | +1  |
|                                         | Partit Socialdemòcrata                                             | 80.841    | 1,6  | S/D   | 5      | –2  |
|                                         | Persones-Animals-Natura                                            | 75.170    | 1,4  | +0,4  | 1      | +1  |
|                                         | Partit Democràtic Republicà                                        | 61.920    | 1,2  | Nou   | 0      | Nou |
|                                         | Partit Comunista dels Treballadors Portuguesos                     | 60.045    | 1,2  | ±0,0  | 0      | ±0  |
|                                         | LLIURE/Temps d'avançar                                             | 39.330    | 0,8  | Nou   | 0      | Nou |
|                                         | Partit Nacional Renovador                                          | 27.286    | 0,5  | +0,2  | 0      | ±0  |
|                                         | Partit de la Terra                                                 | 22.627    | 0,4  | ±0,0  | 0      | ±0  |
|                                         | Nosaltres, els Ciutadans!                                          | 21.382    | 0,4  | Nou   | 0      | Nou |
|                                         | Partit Laborista Portuguès–Moviment Alternativa Socialista         | 20.793    | 0,4  | Nou   | 0      | Nou |
|                                         | Partit Popular Monàrquic                                           | 14.916    | 0,3  | ±0,0  | 0      | ±0  |
|                                         | Junts pel Poble                                                    | 14.275    | 0,3  | Nou   | 0      | Nou |
|                                         | Partit Unit dels Jubilats i Pensionistes                           | 13.899    | 0,3  | Nou   | 0      | Nou |
|                                         | Centre Democràtic i Social–Partit Popular                          | 7.496     | 0,1  | S/D   | 0      | –1  |
|                                         | Centre Democràtic i Social–Partit Popular–Partit Popular Monàrquic | 3.624     | 0,1  | S/D   | 0      | ±0  |
|                                         | Ciutadania i Democràcia Cristiana                                  | 2.685     | 0,1  | –0,1  | 0      | ±0  |
|                                         | Partit Laborista Portuguès                                         | 1.744     | 0,0  | S/D   | 0      | ±0  |
| Vots en blanc                           | Vots en blanc                                                      | 112.955   | –    | –     |        |     |
| Vots nuls                               | Vots nuls                                                          | 89.024    | –    | –     |        |     |
| Total                                   | Total                                                              | 5.408.092 | 55,8 | –2,2  |        |     |
| Cens                                    | Cens                                                               | 9.684.922 | –    | –     |        |     |
| Font: Ministeri d'Administració Interna |                                                                    |           |      |       |        |     |

## Conseqüències
Just després de les eleccions, el Partit Socialista, el Bloc d'Esquerra, el Partit Comunista i els Verds van començar negociacions per formar govern.
El 19 d'octubre, António Costa, el secretari general del PS, va rebutjar formar una gran coalició amb PàF o amb qualsevol govern liderat per Pedro Passos Coelho. També va comunicar al president de la República que el seu partit estava en condicions de formar un govern que seria recolzat pels partits d'esquerra.
El 22 d'octubre, el president Aníbal Cavaco Silva va manar formar govern a Passos Coelho, que tindria un termini de 10 dies per presentar el seu programa de govern a l'Assemblea. El PS, BE i la CDU ja van anunciar que presentarien una moció de censura per tombar el govern. L'endemà, el socialista Eduardo Ferro Rodrigues va ser escollit president de l'Assemblea de la República, amb el suport dels partits d'esquerres.
Els ministres del govern de Passos Coelho van prendre possessió del càrrec el 30 d'octubre i el programa de govern havia de ser votat el 10 de novembre, però aquest mateix dia es va votar la moció de censura, que va ser aprovada per 123 a favor i 107 en contra i va fer caure el govern. El PS, BE, CDU i PAN van votar-hi a favor i PàF en contra.
El 26 de novembre es va establir el nou govern en solitari del PS liderat per António Costa.